# Anwil Włocławek
Klub Koszykówki Włocławek S.A. (ze względów sponsorskich znany jako Anwil Włocławek) – polski klub koszykarski, grający w Polskiej Lidze Koszykówki nieprzerwanie od 1992. Trzykrotny zdobywca tytułu mistrza Polski (2003, 2018 i 2019), czterokrotny triumfator Pucharu Polski (1995, 1996, 2007 i 2020) oraz trzykrotny zdobywca Superpucharu Polski (2007, 2017 i 2019). Zwycięzca FIBA Europe Cup w sezonie 2022/2023.

## Nazwy zespołu
- Provide Włocławek (1990–1992);
- Nobiles Włocławek (1992–1996);
- Nobiles/Azoty Włocławek (1996/1997);
- Azoty/Nobiles Włocławek (1997);
- Anwil/Nobiles Włocławek (1997/1998);
- Nobiles/Anwil Włocławek (1998/1999);
- Anwil Włocławek (od 1999).

## Władze klubu
- Prezes Zarządu – Łukasz Pszczółkowski
- Dyrektor Klubu – Hubert Hejman
- Kierownik Zespołu – Filip Brylski
- Oficer Prasowy – Michał Fałkowski
- Social Media Manager – Sebastian Falkowski
- Główna Księgowa – Sandra Seklecka
- Księgowa / Ticket Manager – Martyna Gładysiak
- Asystentka Zarządu – Emilia Bojakowska

## Hala

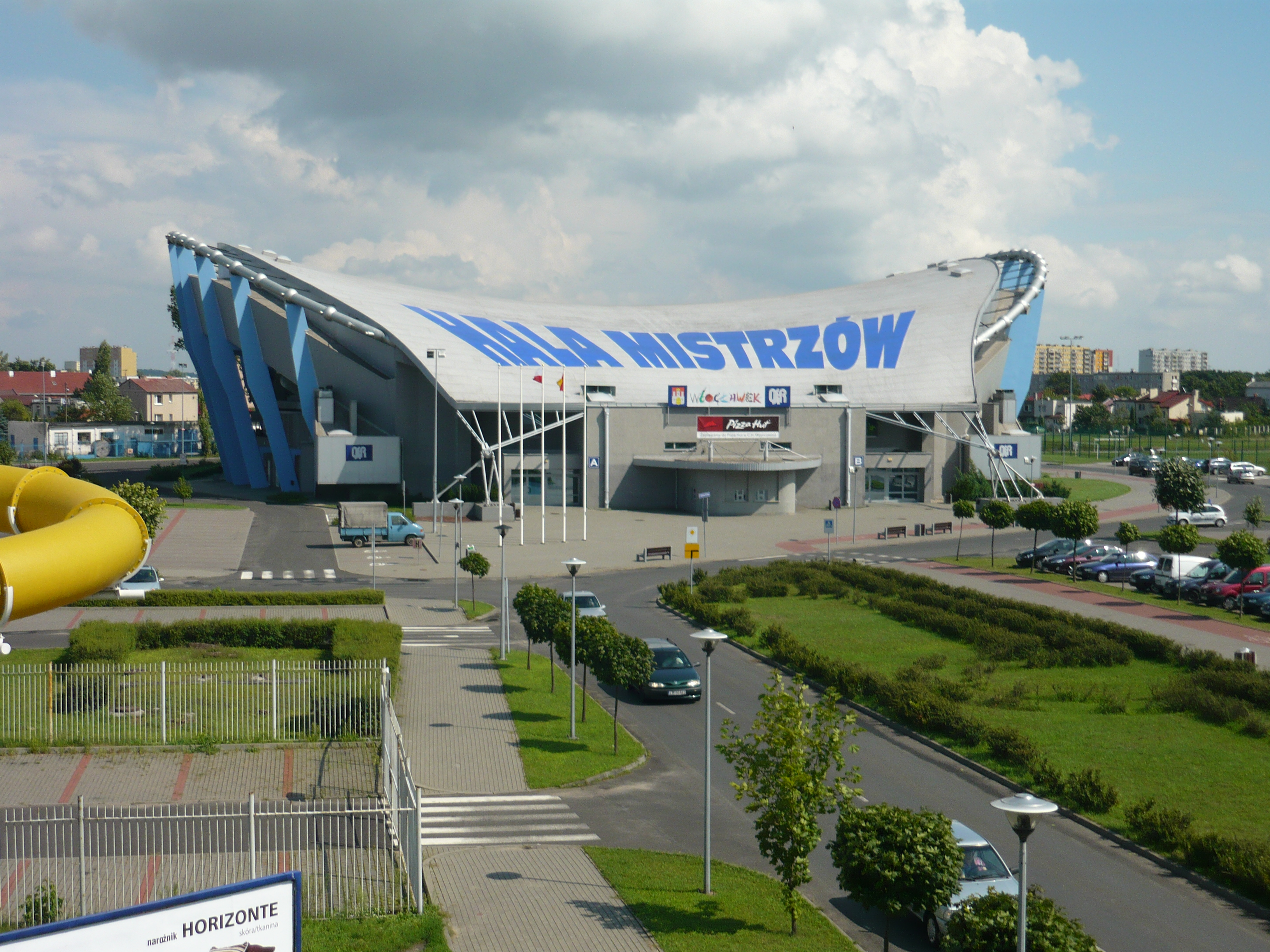
Hala Mistrzów

W Hali Mistrzów Anwil Włocławek rozgrywa swoje mecze od września 2001 roku, kiedy to meczem ze Spójnią Stargard Szczeciński zainaugurowano grę w tym ponad trzytysięcznym obiekcie. Wcześniej drużyna występowała w ponad trzy razy mniejszej hali Ośrodka Sportu i Rekreacji. Spełnia wszelkie wymogi stawiane przez FIBA oraz inne światowe i europejskie organizacje sportowe. Jest to budynek jednokondygnacyjny, wolnostojący. Hala odznacza się unikatową, dwukierunkowo sprężaną konstrukcją cięgnową dachu. W swojej historii obiekt gościł reprezentacje siatkarskie i koszykarskie.

### Dane techniczne
Powierzchnia użytkowa: 8.819,89 m²
Kubatura: 68.922,00 m³
Powierzchnia boiska: 1.558,75 m² (53,75 × 29 m)
Powierzchnia trybun: 3.141,84 m²
Liczba miejsc: 4200
Maksymalne natężenie oświetlenia: ponad 3000 luksów
Monitoring: 16 kamer
Koszt wraz z infrastrukturą: 21 997 329,00 zł

## Zawodnicy

### Kadra sezon 2025/2026
Stan na 6 sierpnia 2025 .
| Nr | Poz. | Nar.              | Nazwisko i imię        | Data urodzenia | Wzrost | Masa ciała |
| -- | ---- | ----------------- | ---------------------- | -------------- | ------ | ---------- |
| 0  | PG   | Islandia          | Friðriksson, Elvar Már | 1994-11-11     | 183 cm |            |
| 1  | SF   | Stany Zjednoczone | Lockett, Eric          | 1995-12-25     | 196 cm |            |
| 4  | PG   | /                 | Slaughter, A.J.        | 1987-08-03     | 191 cm |            |
| 7  | PF   | Stany Zjednoczone | Mucius, Isaiah         | 1999-04-22     | 203 cm |            |
| 8  | SF   | Litwa             | Furmanavičius, Justas  | 1994-09-14     | 201 cm |            |
| 11 | PG   | Polska            | Łazarski, Bartosz      | 2007-07-25     | 192 cm |            |
| 13 | PF   | Polska            | Borowski, Kacper       | 1994-05-02     | 205 cm |            |
| 15 | C    | Chorwacja         | Vucić, Mate            | 1997-11-11     | 204 cm |            |
| 16 | C    | Polska            | Słupiński, Dawid       | 1992-04-16     | 206 cm |            |
| 22 | PF   | Polska            | Kołodziej, Michał      | 1997-07-02     | 203 cm |            |
| 23 | SG   | Polska            | Michalak, Michał       | 1993-11-02     | 197 cm |            |
| 77 | SG   | Stany Zjednoczone | Pearson, Nijal         | 1997-11-21     | 196 cm |            |

Trener:  Grzegorz Kożan
 Asystenci:  Marcin Woźniak,  Akselis Vairogs

### Zastrzeżone numery
- 10 – Andrzej Pluta
- 12 – Igor Griszczuk /
- 33 – Szymon Szewczyk

### Obcokrajowcy
Zestawienie obejmuje zawodników, którzy zadebiutowali w Anwilu Włocławek w oficjalnym meczu. 

Stan na koniec sezonu 2024/2025

- Igor Griszczuk / (1991–2002)
- Jewgienij Pustogwar  (1991–1993)
- Aleksiej Ugriumow  (1993–1994)
- Siergiej Żełudok  (1994–1995)
- Ike Corbin  (1995–1996)
- Charles Claxton  (1996–1997)¹
- Ryan Jamison  (1996)
- Jerrell Horne  (1997)
- Frazier Johnson  (1997)
- Slađan Stojković  (1997)
- David Van Dyke  (1997–1999)
- Keith Williams  (1997–1998)
- Alan Gregov  (1998–1999)
- Vlatko Ilić  (1998–1999)
- Dainius Adomaitis  (2000)
- Ivan Grgat  (2000)
- Ted Jeffries  (1999–2000)
- Raimonds Miglinieks  (1999–2000)
- Edgars Šneps  (1999–2001)
- Marcus Timmons / (1999–2000)
- Jewgienij Kisurin / (2000–2001)
- Vladimir Krstić  (2000–2001, 2003–2004)
- Davor Marcelić  (2000–2001)
- Miladin Mutavdžić  (2000–2001)
- Luka Pavićević  (2001)
- Marek Andruška  (2001–2003)
- Vladimir Anzulović  (2002)
- Hrvoje Henjak  (2002)
- Aleksander Kul  (2001–2002)
- Jeff Nordgaard / (2001–2003)¹
- Ed O’Bannon  (2001–2002)¹
- Matt Santangelo / (2001–2002)
- Goran Savanović  (2001–2002)
- Mlađan Šilobad  (2001–2002)
- Armands Šķēle  (2001–2004)
- Živko Badžim  (2002–2003)
- Dušan Bocevski  (2003–2004, 2006–2007)
- Valdas Dabkus  (2003)
- Damir Krupalija  (2002–2003)
- Kris Lang  (2002–2003)
- Igor Miličić  (2002–2003)
- Tomas Pačėsas  (2002–2003)
- Milan Soukup  (2002)
- Jānis Blūms  (2003–2004)
- Brian Greene  (2003–2004)
- Gatis Jahovičs  (2004–2007)
- Gintaras Kadžiulis  (2003–2006)
- Davor Kurilić  (2004)
- Ivica Marić  (2003)
- Tomas Nagys  (2004–2005)
- Casey Shaw / (2003)¹
- Mujo Tuljković  (2003, 2009–2010)
- Sharone Wright  (2003–2004)¹
- Donatas Zavackas  (2003–2004, 2005)
- Joe Crispin  (2005)¹
- Seid Hajrić / (2004–2007, 2011–2015)
- Dušan Jelić / (2005)
- Malcolm Mackey  (2004)¹
- Kęstutis Marčiulionis  (2004–2005)
- Ed Scott  (2005–2006)
- Rinalds Sirsniņš  (2004–2005)
- Dante Swanson  (2004–2005, 2006)
- Dragan Vukčević  (2005)
- Ajani Williams / (2004)
- Jewgienij Biełousow / (2005)
- Slavko Duščak  (2005)
- Nate Erdmann  (2005)
- D’or Fischer / (2005)
- Alton Ford  (2005)¹
- Pete Lisicky / (2005–2006)
- Marius Prekevičius  (2005–2006)
- Brent Scott  (2005–2006)¹
- Mark Dickel / (2006–2007)
- Brandon Kurtz  (2006)
- Otis Hill  (2006–2007)
- Goran Jagodnik  (2007)
- Nikola Otašević  (2006–2007)
- Marlon Parmer  (2006)
- Bojan Pelkić  (2006–2007)
- Mladen Šoškić  (2006–2007)
- Chris Thomas / (2007, 2010–2011)
- Alan Daniels  (2007–2008)
- Alex Dunn  (2007–2008, 2009–2010)
- Tomas Gaidamavičius  (2008)
- Gerrod Henderson  (2007–2008, 2008)
- Patrick Okafor / (2007–2008)
- Vladimir Petrović / (2007–2008)
- Valdas Vasylius  (2007)
- Željko Zagorac  (2007–2008)
- Tommy Adams  (2009)
- Omar Barlett / (2009)
- Ian Boylan  (2008–2009)
- Marko Brkić  (2008–2009)
- Brian Brown  (2008)
- Paul Miller  (2008–2009, 2010–2011)
- Stipe Modrić / (2008–2009, 2010–2011)
- Miloš Paravinja / (2008–2009)
- Oliver Stević / (2008)
- Nikola Jovanović  (2009–2011, 2012–2013)
- James Dru Joyce  (2009–2010)
- Rashard Sullivan  (2009–2010)
- Mike Trimboli  (2009)
- Brett Winkelman  (2010)
- Dardan Berisha / (2010–2012)
- Eric Hicks  (2010–2011)
- Scott Morrison  (2011)
- Saša Mučič  (2010)
- Darryl James Thompson  (2010–2011)
- John Allen  (2011–2012)
- Corsley Edwards  (2011–2012)¹
- Lorinza Harrington  (2011–2012)¹
- Louis Hinnant  (2011)
- Lawrence Kinnard  (2011–2012)
- Nick Lewis  (2011–2012)
- Ruben Boykin  (2012–2013)
- Arvydas Eitutavičius  (2012–2013, 2014–2015)
- Marcus Ginyard  (2012–2013)
- Nikola Vasojević  (2012–2013)
- Tony Weeden  (2012–2013)
- Ryan Wright  (2012)
- Jordan Callahan  (2014)
- Keith Clanton  (2013–2014)
- Deividas Dulkys  (2013–2014)
- Paul Graham / (2013–2014)
- Dušan Katnić  (2013–2014)
- Danilo Mijatović  (2013–2014)
- Brandon Brown  (2014)
- Andrea Crosariol  (2014–2015)
- Hrvoje Kovačević  (2015)
- Chase Simon  (2014–2015, 2018–2020)
- Greg Surmacz / (2014–2015)
- Deonta Vaughn  (2014–2015)
- Konrad Wysocki / (2014–2015)
- Danilo Anđušić  (2016)
- Kervin Bristol / (2015–2016)
- Fiodor Dmitrijew  (2015–2017)
- David Jelínek  (2015–2016)
- Kurt Looby / (2015)
- Chamberlain Oguchi / (2015–2016)
- Boris Bojanovský  (2016)
- Tyler Haws / (2016–2017)
- Nemanja Jaramaz  (2016–2017)
- Toney McCray  (2016–2017)
- Josip Sobin  (2016–2019, 2022–2023)
- James Washington  (2016–2017, 2021)
- Jaylin Airington  (2017–2018)
- Ivan Almeida / (2017–2018, 2019, 2020–2021)
- Ante Delaš  (2017–2018)
- Quinton Hosley / (2018)
- Mário Ihring  (2018)
- Aaron Broussard  (2018–2019)
- Walerij Lichodiej  (2018–2019, 2020–2021)
- Nikola Marković  (2018–2019)
- Vladimir Mihailović  (2018–2019)
- Chris Dowe  (2019–2020)
- Rolands Freimanis  (2019–2020)
- Shawn Jones / (2019–2020, 2020–2021)
- Ricky Ledo / (2019–2020)¹
- Milan Milovanović  (2019)
- McKenzie Moore / (2020)
- Tony Wroten  (2019–2020)¹
- Deishuan Booker  (2020)
- Tre Bussey  (2020)
- Rotnei Clarke  (2020–2021)
- Kyndall Dykes / (2021–2022)
- Garlon Green  (2020)
- Curtis Jerrells  (2021)
- Ivica Radić  (2020–2021)
- James Bell  (2021–2022)
- Kavell Bigby-Williams  (2021)
- Žiga Dimec  (2021–2022, 2024)
- Jonah Mathews  (2021–2022)
- Alex Olesinski / (2021–2022)
- Luke Petrasek / (2021–2025)
- Josh Bostic  (2022–2023)
- Phil Greene IV  (2022–2023)
- Janari Jõesaar  (2022, 2023–2024)
- Lee Moore  (2022–2023)
- Victor Sanders  (2023–2024)
- Malik Williams  (2023)³
- Amir Bell  (2023–2024)
- Tanner Groves  (2023–2024)
- Tomáš Kyzlink  (2024)
- Kalif Young  (2023–2024)
- Emmanuel Akot / (2024)
- D. J. Funderburk  (2024–2025)
- Ronald Jackson  (2024–2025)
- Luke Nelson  (2024–2025)
- Nick Ongenda / (2024–2025)
- P. J. Pipes  (2025)
- Ryan Taylor  (2024–2025)
- Justin Turner  (2024–2025)
- Deane Williams  (2025)

¹ – zawodnicy z wcześniejszym doświadczeniem w NBA

² – mistrz NBA 

³ – zawodnik, który trafił do NBA na późniejszym etapie swojej kariery

## Największe sukcesy

### Sukcesy krajowe
- Mistrzostwo Polski:
  -  1. miejsce (3x): 2003, 2018, 2019
  -  2. miejsce (8x): 1993, 1994, 1999, 2000, 2001, 2005, 2006, 2010
  -  3. miejsce (4x): 1995, 2009, 2020, 2022
- Puchar Polski:
  -  Zwycięzca (4x): 1995, 1996, 2007, 2020
  -  Finalista (3x): 2004, 2011, 2017
- Superpuchar Polski:
  -  Zwycięzca (3x): 2007, 2017, 2019
  -  Finalista (2x): 2018, 2020

### Sukcesy międzynarodowe
- Puchar Europy / EuroPuchar / Puchar Saporty:
  - Półfinał (1x): 2002
  - Ćwierćfinał (3x): 1995, 1996, 2001
  - 1/8 finału (1x): 1997
  - III runda (1x): 1994
- ULEB Cup / Eurocup:
  - Faza grupowa (4x): 2006, 2007, 2008, 2011
- Puchar Koracia:
  - Ćwierćfinał (1x): 2000
- Liga Europejska FIBA:
  - 1/8 finału (1x): 2004
  - III runda (1x): 2005
- Puchar Mistrzów Europy FIBA:
  - Faza grupowa paneuropejska (1x): 2003
  - 3. miejsce konferencji północnej (1x): 2003
- Liga Mistrzów FIBA:
  - Faza grupowa (2x): 2019, 2020
- FIBA Europe Cup:
  - Zwycięzca (1x): 2023
  - TOP 16 (1x): 2021
- European North Basketball League:
  - Zwycięzca (1x): 2022

## Nagrody i wyróżnienia
| MVP sezonu - Igor Griszczuk (1993) - Ivan Almeida (2018) - Victor Sanders (2024) MVP Finałów PLK - Damir Krupalija (2003) - Kamil Łączyński (2018) - Ivan Almeida (2019) MVP Pucharu Polski - Andrzej Pluta (2007) - Shawn Jones (2020) MVP Superpucharu Polski - Ivan Almeida (2017) - Szymon Szewczyk (2019) MVP FIBA Europe Cup - Phil Greene IV (2023) ENBL Final Four MVP - Luke Petrasek (2022) MVP meczu gwiazd - Igor Griszczuk (1995) - Gintaras Kadžiulis (2005) - Andrzej Pluta (2008) - Corsley Edwards (2012) | Najlepszy Polski Zawodnik PLK - Krzysztof Szubarga (2010) - Michał Michalak (2025) Najlepszy Młody Zawodnik PLK - Armands Šķēle (2004) Największy Postęp PLK - Michał Sokołowski (2014) Najlepszy w obronie PLK - Krzysztof Szubarga (2013) - Amir Bell (2024) Najlepszy Trener PLK - Igor Miličić (2017) - Przemysław Frasunkiewicz (2024) - Selçuk Ernak (2025) Zawodnik Miesiąca PLK - Krzysztof Szubarga (listopad 2012) - Seid Hajrić (październik 2013) - Deividas Dulkys (luty 2014) - Chase Simon (grudzień 2014) - David Jelínek (październik 2015) - Nemanja Jaramaz (kwiecień 2017) - Ivan Almeida (listopad 2017) - Michał Sokołowski (styczeń 2020) - Jonah Mathews (styczeń 2022) - Victor Sanders (wrzesień, październik 2023) - Michał Michalak (listopad 2024) | I skład PLK (^ – w sezonach 1999/2000−2002/2003 wybierano osobno najlepszy skład polskich zawodników i zagranicznych.) - Igor Griszczuk (1993, 1995, 1996, 1999) - Roman Olszewski (1993, 1994) - Jerzy Binkowski (1994) - Tomasz Jankowski (1997, 2000^) - Dainius Adomaitis (2000^) - Raimonds Miglinieks (2000^) - Roman Prawica (2001^) - Ed O’Bannon (2002^) - Kris Lang (2003^) - Jeff Nordgaard (2003^) - Andrzej Pluta (2003^) - Michał Ignerski (2006) - Otis Hill (2007) - Krzysztof Szubarga (2010) - David Jelínek (2016) - Nemanja Jaramaz (2017) - Ivan Almeida (2018) - Jonah Mathews (2022) - Victor Sanders (2024) - D. J. Funderburk (2025) - Michał Michalak (2025) |

| Uczestnicy meczu gwiazd n.w. – nie wystąpił z powodu kontuzji pl – mecz gwiazd – reprezentacja Polski vs gwiazdy PLK NBL – mecz gwiazd PLK vs NBL rozgrywany w latach 2013–2014 - Jerzy Binkowski (1994) - Igor Griszczuk (1994, 1995, 1996 – Poznań, 1996 – Sopot, 1999) - Roman Olszewski (1994, 1995) - Aleksiej Ugriumow (1994) - Tomasz Jankowski (1995, 1996 – Poznań, 1996 – Sopot, 1997– pl – Ruda Śląska, 1999, 2000, 2000 – pl) - Ike Corbin (1996 – Poznań) - Robert Kościuk (1996 – Sopot, 1997 – pl – Ruda Śląska) - Alan Gregov (1999) - Edgars Šneps (1999 – pl, 2000) - Jeff Nordgaard (2003 – n.w.) - Damir Krupalija (2003 – n.w.) - Tomas Pačėsas (2003) - Andrzej Pluta (2003, 2007, 2008, 2009, 2010, 2011) - Gintaras Kadžiulis (2005) - Robert Witka (2004 – pl, 2005) - Michał Ignerski (2006) - Ed Scott (2006) - Dante Swanson (2006) - Goran Jagodnik (2007) | - Alex Dunn (2008) - Łukasz Koszarek (2008, 2009, 2009 – pl) - Marko Brkić (2009) - Nikola Jovanović (2010, 2011) - Krzysztof Szubarga (2010, 2010 – pl, 2012, 2013 – NBL) - Mujo Tuljković (2010, 2010 – pl) - Dardan Berisha (2012) - Corsley Edwards (2012) - Mariusz Sobacki (1997 – pl – Ruda Śląska) - Frazier Johnson (1997 – pl – Sopot) - Ted Jeffries (1999 – pl) - Raimonds Miglinieks (1999 – pl) - Marcus Timmons (1999 – pl) - Paweł Szcześniak (2000 – pl, n.w.) - Bartłomiej Tomaszewski (2000 – pl, n.w.) - Przemysław Frasunkiewicz (2004 – pl) - Armands Šķēle (2004 – pl) - Paul Miller (2009 – pl) - Bartłomiej Wołoszyn (2009 – pl) - James Dru Joyce (2010 – pl) - Rashard Sullivan (2010 – pl) - Deividas Dulkys (2014 – NBL) |

| Uczestnicy konkursu wsadów PLK pl – mecz gwiazd – reprezentacja Polski vs gwiazdy PLK NBL – mecz gwiazd PLK vs NBL rozgrywany w latach 2013–2014 - Roman Olszewski (1994) - Tomasz Jankowski (1995, 1996 – Poznań, 1996 – Sopot, 1997 – pl – Ruda Śląska) - Seid Hajrić (2005) - Michał Ignerski (2006) - Alan Daniels (2008) - Deividas Dulkys (2014 – NBL) | Uczestnicy konkursu rzutów za 3 punkty PLK pogrubienie – oznacza zwycięzcę konkursu - Igor Griszczuk (1994, 1995) - Alan Gregov (1997 – pl – Ruda Śląska) - Andrzej Pluta (2003, 2007, 2008, 2009, 2010, 2011, 2012) - Gintaras Kadžiulis (2005) - Luke Petrasek (2022, 2023) |

| Trenerzy meczu gwiazd pl – mecz gwiazd – reprezentacja Polski vs gwiazdy PLK - Wojciech Krajewski (1995, 1996 – Poznań) - Eugeniusz Kijewski (1997 – pl – Sopot, 1999 – pl) - Andrej Urlep (2005) - Igor Griszczuk (2010, 2010 – pl jako asystent) |

## Historia
W 1990 grupa sponsorów postanowiła przejąć opiekę nad III-ligową drużyną Włocławii. Utworzono również kierownictwo sekcji w składzie: Andrzej Dulniak, Artur Radke i Zbigniew Polatowski. Pierwszymi zagranicznymi wzmocnieniami w historii byli: Jewgienij Pustogwar oraz Siergiej Słaniewski. Drużyna wygrywając rywalizację na szczeblu regionu oraz nie ponosząc żadnej porażki w półfinałach i finałach, wywalczyła awans do II ligi.

### Sezon 1991/1992
Skład: Roman Bruździński, Andrzej Czerwiński, Arkadiusz Czyżnielewski, Jarosław Dubicki, Igor Griszczuk, Adam Kadej, Wojciech Kobielski, Andrzej Korejwo, Wawrzyniec Królikowski, Maciej Marciniak, Mariusz Michalak, Jewgienij Pustogwar, Ireneusz Szumiński, Mirosław Wiśniewski.
Trenerzy: Mirosław Noculak / Szczepan Waczyński (od kwietnia 1992)
Byli czołową drużyna II ligi. O sile Provide-Włocławii stanowili tacy gracze jak: Igor Griszczuk, Jewgienij Pustogwar, czy Jarosław Dubicki. Zespół z Kujaw uplasował się na drugim miejscu w tabeli, przegrywając z Pogonią Szczecin jedynie różnicą koszy i o awans do ekstraklasy musieli walczyć w barażach z Górnikiem Wałbrzych. Pojedynki obydwóch drużyn były niesamowicie ciekawe. Jednak lepsi okazali się zawodnicy z Kujaw, wygrywając rywalizację 3:1 (107:106, 85:94, 100:95, 104:91) i tym samym osiągając awans do ekstraklasy koszykarzy.
Miejsce po rundzie zasadniczej (bilans): 2 (19/3)
Miejsce po sezonie: 2 (awans do I ligi po barażach)

### Sezon 1992/1993
Skład: Roman Bruździnski, Andrzej Czerwiński, Igor Griszczuk, Wojciech Kobielski, Andrzej Korejwo, Wawrzyniec Królikowski, Maciej Marciniak, Roman Olszewski, Jewgienij Pustogwar, Wojciech Puścion, Grzegorz Skiba, Mirosław Wiśniewski.
Trener: Szczepan Waczyński

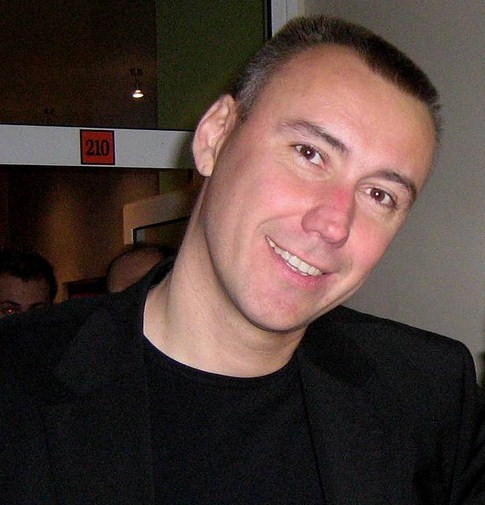
Igor Griszczuk

W pierwszym sezonie w I lidze doszło do zmiany strategicznego sponsora drużyny. Ze względu na fakt, iż spółka Provide wycofała się ze sponsorowania – klub pod swą opiekę wzięła Kujawska Fabryka Farb i Lakierów „Nobiles”. Lepszej inauguracji rozgrywek ekstraklasy nie można było sobie wymarzyć. Nobiles wygrał we Włocławku z Zastalem Zielona Góra 100:94. Na początku celem było pewne miejsce w I lidze, jednak z każdym zwycięstwem coraz częściej myślano o pierwszej ósemce najlepszych drużyn. Zespół z Kujaw zaskoczył chyba wszystkich. W sezonie zasadniczym wygrali z takimi drużynami jak: Śląsk Wrocław, czy Lech Poznań. Nobiles awansował do play-off z siódmej pozycji, gdzie spotkał się w pierwszej rundzie ze Stalą Bobrek Bytom. Początek rywalizacji nie był udany, Nobiles przegrał dwa pierwsze spotkania (84:88, 80:93). Jednak nie poddali się i walczyli do końca. W efekcie zwyciężyli w trzech kolejnych meczach (109:91, 69:68, 90:83), co dało awans do półfinału. Tam los ich zetknął z ASPRO Wrocław – jednym z czołowych kandydatów do medalu. Zespół z Kujaw pokonał również i tę przeszkodę, wygrywając w stosunku 3-2 (103:115, 94:86, 95:92, 56:72, 72:69) i dotarł do finału rozgrywek o mistrzostwo Polski. W finale czekał już inny zespół z Wrocławia – PCS Śląsk. Mistrzowie Polski okazali się zbyt wymagającym rywalem dla beniaminka z Włocławka, Nobiles przegrał ze Śląskiem 0-3 (73:121, 84:92, 65:101). Królem strzelców sezonu został Igor Griszczuk (1044 pkt.), trzecie miejsce zajął Roman Olszewski (1027 pkt.). Oprócz srebrnych medali zespół wywalczył także prawo reprezentowania polskiej koszykówki w rozgrywkach o Puchar Europy.
Miejsce po rundzie zasadniczej (bilans): 7 (12/10)
Miejsce po II rundzie (bilans): 7 (19/13)
Miejsce po sezonie: finał – 2 

### Sezon 1993/1994
Skład: Jerzy Binkowski, Roman Bruździński, Andrzej Czerwiński, Igor Griszczuk, Mirosław Kabała, Andrzej Korejwo, Wawrzyniec Królikowski, Roman Olszewski, Wojciech Pietrzak, Tomasz Protasiuk, Wojciech Puścion, Grzegorz Skiba, Aleksiej Ugriumow.
Trenerzy: Szczepan Waczyński / Wojciech Krajewski (od października 1993)
Po udanym poprzednim sezonie nikt już nie lekceważył drużyny z Włocławka. Nobiles przez cały sezon zasadniczy grał bardzo dobrze, co pozwoliło zająć im drugie miejsce przed fazą play-off. Najlepsi w Polsce  szybko przebrnęli przez ćwierćfinał, wygrywając z Aspro Brzeg Dolny trzy mecze z rzędu – 102:88, 105:98, 116:67. Także walka w półfinale z Lechem Batimex Poznań nie sprawiła większych problemów  (wyniki spotkań – 119:108, 109:87, 97:90). Natomiast w finale Nobiles spotkał się po raz drugi z wrocławskim klubem, przegrywając 1:3 (83:74, 79:87, 80:81, 73:81).
Miejsce po rundzie zasadniczej (bilans): 2 (15/7)
Miejsce po II rundzie (bilans): 2 (20/12)
Miejsce po sezonie: finał – 2 

### Sezon 1994/1995
Skład: Krzysztof Blachowski, Daniel Bógdał, Andrzej Czerwiński, Igor Griszczuk, Tomasz Jankowski, Mirosław Kabała, Przemysław Klimczak, Roman Olszewski, Wojciech Pietrzak, Tomasz Protasiuk, Grzegorz Skiba, Paweł Urbański, Henryk Wardach, Siergiej Żełudok.
Trener: Wojciech Krajewski
W tym sezonie najlepszy polski klub koszykarski po raz pierwszy mieli zaprezentować się w europejskich pucharach. Jednak na początku Nobiles musiał przebrnąć przez rundę wstępną. Tam wygrał z takimi rywalami jak: Tapiolan Honka Espoo (Finlandia), Žalgiris Kowno (Litwa), AD Ovarese Ovar (Portugalia) i awansował do rozgrywek grupowych. Nobiles zajął czwarte miejsce w grupie i nie awansował dalej. Jednak punkty zdobyte przez WTK dały Polsce 15. miejsce w rankingu Federacji Narodowych w Europie. Natomiast w lidze nie było najgorzej. Klub z Włocławka zajął trzecie miejsce po sezonie zasadniczym i już w ćwierćfinale pokonał mistrza Polski – Śląsk Wrocław 3:0 (86:77, 88:72, 86:76). Przygoda w fazie play-off skończyła się na półfinale. Włocławianie przegrali po zaciętych meczach z Mazowszanką Pruszków 3:2 (69:82, 83:90 ,90:78, 68:67, 60:76). Mecz o trzecie miejsce to potyczka ze Śnieżką Aspro Świebodzice. WTK zdobyło trzecie miejsce, wygrywając gładko 3:0 (101:82, 98:76, 85:78). Za rok 1994 Włocławskie Towarzystwo Koszykówki Nobiles zostało odznaczone dyplomem fair play Polskiego Komitetu Olimpijskiego za szczególne zasługi w promowaniu wartości fair play w środowisku kibiców.
Miejsce po rundzie zasadniczej (bilans): 3 (18/4)
Miejsce po sezonie: półfinał – 3 

### Sezon 1995/1996
Skład: Daniel Bógdał, Ike Corbin, Igor Griszczuk, Marek Jankowski, Tomasz Jankowski, Mirosław Kabała, Przemysław Klimczak, Jarosław Krysiewicz, Sebastian Młyńczyk, Roman Olszewski, Wojciech Pietrzak, Tomasz Protasiuk, Paweł Urbański, Andrzej Wierzgacz.
Trener: Wojciech Krajewski
Pierwszym Amerykaninem klubu z Włocławka okazał się Ike Corbin. Celem zespołu na ten sezon była znów walka o mistrzostwo. Przez sezon zasadniczy włocławianie szli jak burza. WTK przystąpiło do fazy play-off z pierwszego miejsca. Jednak w pierwszej rundzie WTK zmierzyło się z toruńska Elaną i wygrało dopiero po pięciu spotkaniach. W półfinale Nobiles uległ Śląskowi 1:3 i pozostała walka o brązowy medal. Niestety i tam Nobiles przegrał. Tym razem pogromcą ekipy z Włocławka okazała się Polonia Przemyśl. W tym samym sezonie włocławianie ponownie okazali się jedynym polskim klubem liczącym się na arenie europejskiej. W swych występach w Pucharze Europy awansowali do fazy rozgrywek grupowych, gdzie mieli okazję zmierzyć się m.in. z PAOK Saloniki, Dinamo Moskwa, Olimpią Smelt Lublana. Nie wypadli w tej konfrontacji okazale – zajęli przedostatnie miejsce w grupie, doznając m.in. dwóch druzgocących porażek z PAOK Saloniki: 66:109 (35:49) i 57:112 (30:58). Po sezonie 95/96 nastąpiła zmiana trenera. Wojciecha Krajewskiego zastąpił Jacek Gembal. Jednak i on nie zagrzał długo miejsce na ławce zespołu z Włocławka. Do końca tego sezonu jako pierwszy trener pracował Wojciech Kobielski.
Miejsce po rundzie zasadniczej (bilans): 1 (16/6)
Miejsce po sezonie: półfinał – 4

### Sezon 1996/1997
Skład: Tomasz Andrzejewski, Roman Bruździński, Charles Claxton, Andrzej Czerwiński, Jarosław Dubicki, Igor Griszczuk, Ryan Jamison, Tomasz Jankowski, Przemysław Klimczak, Robert Kościuk, Marcin Kuczkowski, Wojciech Pietrzak, Mariusz Sobacki, Daniel Stec, Andrzej Wierzgacz.
Trenerzy: Jacek Gembal / Wojciech Kobielski (od października 1996)
Ten sezon zapowiadał się jeszcze gorzej niż ubiegły. Po przeciętnych występach w rundzie zasadniczej włocławianie szybko polegli w ćwierćfinale z Komfortem/Forbo Stargard Szczeciński 73:77, 70:87, 70:76. Za to musieli jednak zapłacić kary finansowe, jakie nałożył na nich zarząd klubu w związku z kompromitującą postawą w całym sezonie. Szansą na uratowanie twarzy miało być zdobycie po raz trzeci z rzędu Pucharu Polski – nie doszło jednak i do tego po porażce z Polonią Przemyśl 113:114 (102:102, 54:56). Natomiast w europejskich rywalizacjach Nobiles/Azoty radził sobie bardzo dobrze. Z trzeciego miejsca w grupie A awansował do 1/16 Pucharu Europy, gdzie przegrali dwumecz z FC Porto.
Miejsce po rundzie zasadniczej (bilans): 5 (16/10)
Miejsce po II rundzie (bilans): 5 (22/14)
Miejsce po sezonie: ćwierćfinał – 5

### Sezon 1997/1998
Skład: Tomasz Andrzejewski, Wojciech Błoński, Roman Bruździński, Andrzej Czerwiński, Dominik Frontczak, Igor Griszczuk, Jerrel Horne, Frazier Johnson, Marcin Kuczkowski, Wojciech Pietrzak, Roman Prawica, Mariusz Sobacki, Norbert Stańko, Slađan Stojković, David Van Dyke, Henryk Wardach, Andrzej Wierzgacz, Keith Williams, Robert Witka.
Trenerzy: Rajko Toroman / Wojciech Kobielski (od października 1997) / Eugeniusz Kijewski (od października 1997)
Cały sezon natomiast upłynął pod znakiem poszukiwań ratunku dla dramatycznej sytuacji, w jakiej znalazła się włocławska koszykówka. W ten sposób funkcję I trenera objął szkoleniowiec reprezentacji Polski – Eugeniusz Kijewski. Do Włocławka ściągnięto amerykańską, nieco przykurzoną, gwiazdę polskich parkietów – Keitha Williamsa. Perłą jednakowoż okazał się sprowadzony do Polski w połowie sezonu amerykański środkowy David van Dyke. Nobiles/Azoty musiał wziąć udział w barażach i walczyć z PKK Wartą Szczecin o wejście do fazy play-off. W efekcie dostał się do pierwszej ósemki, jednak już w ćwierćfinale poległ z bardzo silną ekipą Ericssona Bobrów Bytom. Włocławianie skończyli sezon na 7 siódmym miejscu.
Miejsce po rundzie zasadniczej (bilans): 6 (14/14)
Miejsce po II rundzie (bilans): 7 (22/20)
Miejsce po sezonie: ćwierćfinał – 7

### Sezon 1998/1999
Skład: Tomasz Andrzejewski, Marcin Cieślak, Alan Gregov, Igor Griszczuk, Vlatko Ilić, Tomasz Jankowski, Dariusz Kondraciuk, Arkadiusz Makowski, Roman Prawica, Hubert Radke, Maciej Schwarz, Bartłomiej Tomaszewski, David Van Dyke, Robert Witka.
Trener: Eugeniusz Kijewski
Celem było powrócenie do czołówki. Na początku wszystko się udawało. Włocławianie szli jak burza. Na start w play-offach wygrali z ekipą z Torunia 3:1. Walka o brąz dla koszykarzy Ericcsona Bobrów Bytom, którzy przegrali z zespołem z Włocławka 3:0. W finale czekał już Zepter Śląsk Wrocław. Siedem meczów stojących na najwyższym poziomie i... wygrana Śląska. Po raz kolejny zespół z Włocławka musiał zadowolić się srebrnym medalem. Jednak nikt z kibiców Nobilesu nie pamiętał o stracie Gregova, która zadecydowała o zwycięstwie Wrocławian. Gdy o 3 nad ranem, autokar z drużyną podjechał pod halę OSiR-u szału radości nie było końca. Jak się okazało to była największa szansa Igora Griszczuka, aby pokonać Śląsk w finale. Jednak to nie załamało włocławian. Byli jeszcze bardziej żądni rewanżu. Do Włocławka przyszedł Raimonds Miglinieks. Ten sam, który w ubiegłym sezonie karcił Nobiles celnymi trójkami z 8 metrów.
Miejsce po rundzie zasadniczej (bilans): 2 (24/6)
Miejsce po sezonie: finał – 2 

### Sezon 1999/2000
Skład: Dainius Adomaitis, Tomasz Andrzejewski, Marcin Cieślak, Ivan Grgat, Igor Griszczuk, Tomasz Jankowski, Theodore Jeffries, Dariusz Kondraciuk, Arkadiusz Makowski, Raimonds Miglinieks, Roman Prawica, Edgars Šneps, Marcus Timmons, Bartłomiej Tomaszewski, Robert Witka.
Trenerzy: Eugeniusz Kijewski / Danijel Jusup (od stycznia 2000)
Po porażce z zespołem ze Szczecina z posadą trenera pożegnał się Eugeniusz Kijewski. Na jego miejsce przyszedł Daniel Jusup. Najpierw ze składem pożegnał się Timmons, a parę tygodni później Jeffries. W ich miejsce Jusup ściągnął Litwina – Dainusa Adomaitisa, specjalistę od zadań obronnych i swojego krajana – Chorwata Ivana Grgata. Po raz kolejny Anwil awansował do finału. Włocławianie o mistrzostwo Polski zmierzyli się ... z Zepterem Śląsk Wrocław. Po dwóch zwycięstwach we Wrocławiu 78:64 i 62:48 wrocławianie przyjechali do Włocławka, by tu najpierw minimalnie ulec 57:59 w meczu pierwszym, lecz już w kolejnym po dogrywce pokonać Anwil 71:70. W Hali Ludowej Śląsk zwyciężył 84:71.
Miejsce po rundzie zasadniczej (bilans): 3 (22/8)
Miejsce po sezonie: finał – 2 

### Sezon 2000/2001
Skład: Tomasz Andrzejewski, Marcin Cieślak, Igor Griszczuk, Tomasz Jankowski, Evgeni Kisurin, Vladimir Krstić, Davor Marcelić, Miladin Mutavdžić, Roman Prawica, Edgars Šneps, Paweł Szcześniak, Bartłomiej Tomaszewski, Marcin Twierdziński.
Trenerzy: Danijel Jusup / Wojciech Kobielski (od marca 2001) / Stevan Tot (od kwietnia 2001)
Kolejny sezon z tym samym celem – zdobycia mistrzostwa Polski. Pomóc to osiągnąć mieli tacy gracze jak Vladimir Krstić, czy Davor Marcielić. Anwil znów awansował do finału. Znów była szansa na mistrzostwo. Znów zespół nie wykorzystał jej. Pogromcą okazał się znowu Śląsk Wrocław. Podopieczni Muliego Katzurina wygrali tę potyczkę 4:1.
Miejsce po rundzie zasadniczej (bilans): 2 (23/5)
Miejsce po sezonie: finał – 2 

### Sezon 2001/2002

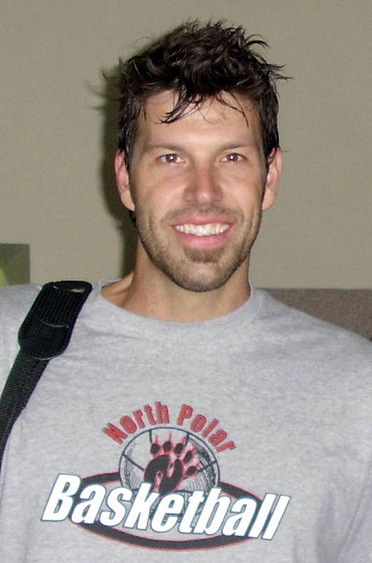
Jeff Nordgaard

Skład: Marek Andruška, Vladimir Anzulović, Marcin Cieślak, Igor Griszczuk, Hrvoje Henjak, Aleksander Kul, Jeff Nordgaard, Ed O’Bannon, Luka Pavićević, Roman Prawica, Matthew Santangelo, Goran Savanović, Mlađan Šilobad, Armands Šķēle, Marcin Twierdziński, Robert Witka.
Trenerzy: Stevan Tot / Aleksandar Petrović (od grudnia 2001)
Trener Stevan Tot, mając do dyspozycji bardzo duży budżet, ściągnął do Włocławka takie gwiazdy, jak Aleksander Koul czy Ed O’Bannon. Wspierać ich mieli Goran Savanović i Jeff Nordgaard. 6-letni kontrakt podpisał również Armands Šķēle, który w oczach wielu kibiców miał być drugim Igorem Griszczukiem. Dużo się mówiło, że to jest sezon Anwilu Włocławek. W tym roku również została zbudowana nowa hala, w której rozgrywają do dziś mecze koszykarze z Włocławka – Hala Mistrzów. Anwil przeszedł jak burza sezon zasadniczy i dopiero w półfinale napotkali silnego przeciwnika – Prokom Trefl Sopot. Po zaciętych spotkaniach podopieczni Aleksandra Petrovicia polegli w stosunku 3:2 i została walka o brązowy medal. Jednak i w „małym finale” włocławianie przegrali ze Stalą Ostrów Wlkp. W lidze Anwil nie zachwycił, jednak to co zrobił w Pucharze Saporty zasługuje na pochwałę. Zespół z Włocławka dotarł aż do półfinału, ulegając dopiero Pamesie Walencje w dwóch spotkaniach. Ten sezon jest również ostatnim sezonem Igora Griszczuka jako zawodnika. Griszczuk został drugim trenerem.

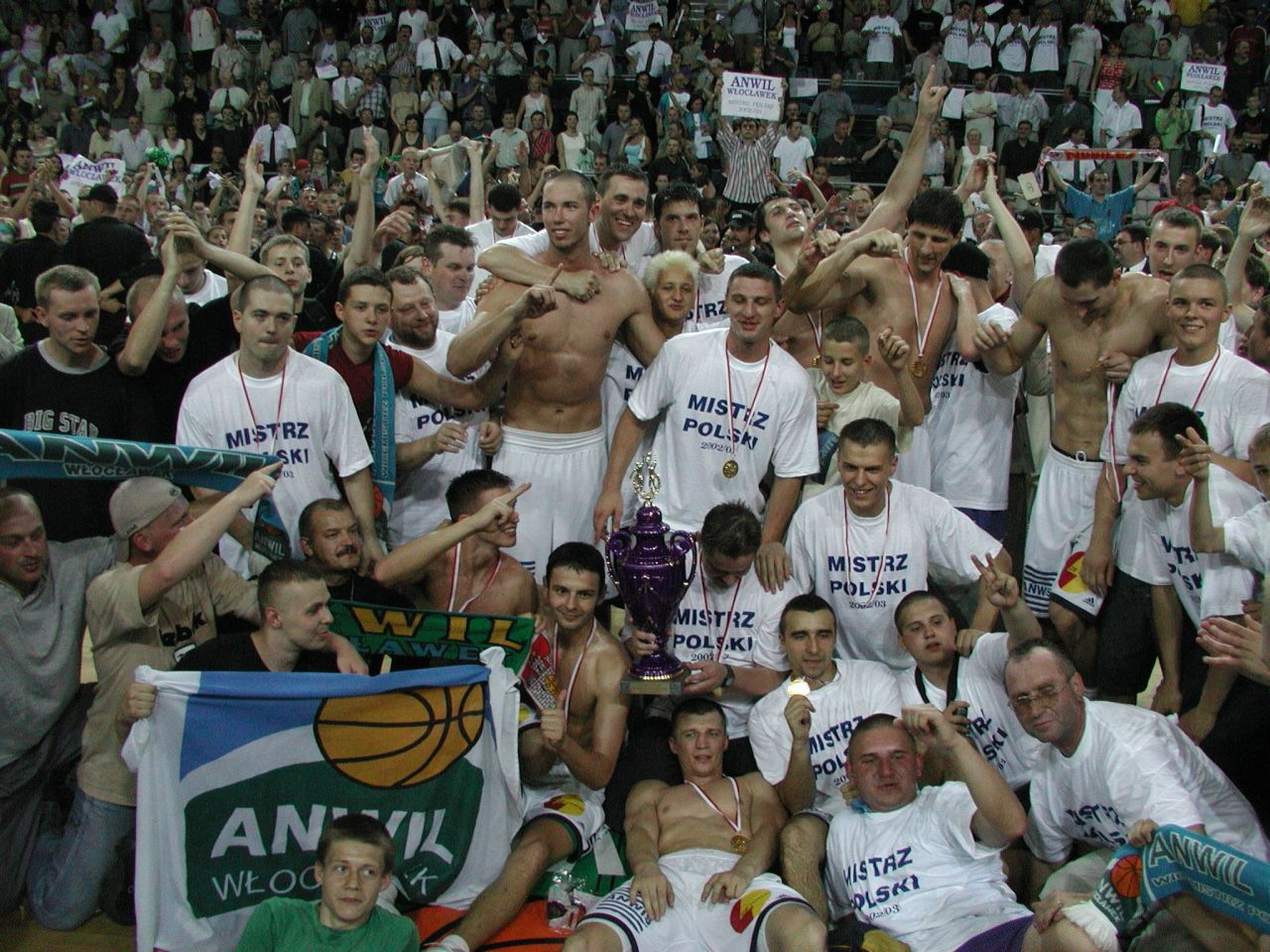
Anwil fetuje zdobycie mistrzostwa 2003

Miejsce po rundzie zasadniczej (bilans): 3 (14/8)
Miejsce po sezonie: półfinał – 4

### Sezon 2002/2003

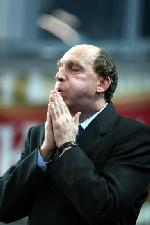
Andrej Urlep podczas meczu PLK

Skład: Marek Andruška, Tomasz Andrzejewski, Živko Badžim, Dušan Bocevski, Valdas Dabkus, Damir Krupalija, Kris Lang, Igor Miličić, Jeff Nordgaard, Tomas Pačėsas, Andrzej Pluta, Maciej Raczyński, Armands Šķēle, Milan Soukup, Piotr Szczotka, Marcin Twierdziński, Robert Witka.
Trener: Andrej Urlep
Nikt się nie spodziewał, że do Włocławka przyjdzie Andriej Urlep. Słoweniec miał na koncie 4 mistrzostwa Polski w 4 sezonach spędzonych w naszym kraju. Kibice z Włocławka liczyli, że i w tym sezonie „magia Urlepa” zadziała i Anwil zdobędzie pierwsze mistrzostwo w historii klubu. Sezon zasadniczy włocławianie zakończyli na drugim miejscu. W ćwierćfinale i półfinale zawodnicy Urlepa nie przegrali ani jednego meczu. Jednak w finale nie było tak łatwo. Naszpikowany gwiazdami zespół Prokomu Trefla Sopot chciał również zdobyć złoto. Pierwszy mecz wygrywali włocławianie, którzy dzięki „złotemu” rzutowi Jeffa Nordgaarda zapewnili sobie zwycięstwo w ostatnich sekundach. Po meczach we Włocławku był remis – 2:2. Teraz czekał Anwil mecz w Sopocie. Jak się później okazało – wygrany mecz. Przed drużyną z Włocławka stanęła wielka szansa na zdobycie upragnionego złota. Prowadzili 3:2 i czekał ich mecz przed własną publicznością. Po dramatycznym i emocjonującym do ostatniej sekundy meczu Anwil Włocławek zdobył pierwsze w swojej historii mistrzostwo Polski.
Miejsce po rundzie zasadniczej (bilans): 2 (19/3)
Miejsce po sezonie: finał – 1 

### Sezon 2003/2004
Skład: Jānis Blūms, Dušan Bocevski, Brian Greene, Gatis Jahovičs, Gintaras Kadžiulis, Vladimir Krstić, Davor Kurilić, Tomasz Kwiatkowski, Paweł Machynia, Ivica Marić, Marek Miszczuk, Tomas Nagys, Maciej Raczyński, Casey Shaw, Armands Šķēle, Piotr Szczotka, Mujo Tuljković, Marcin Twierdziński, Robert Witka, Sharone Wright, Donatas Zavackas.
Trener: Andrej Urlep
Tym razem do Włocławka przyjechali młodzi, perspektywiczni gracze, którzy wciąż się jeszcze uczyli prawdziwej koszykówki. Jednak Andrej Urlep chciał powtórzyć sukces z poprzedniego sezonu. Liderami zespołu byli: Armands Šķēle i Dušan Bocevski. Włocławianie po sezonie zasadniczym zajęli trzecie miejsce. W ćwierćfinale napotkali Unię/Wisłę Kraków. Szybko jednak rozprawili się z tym zespołem i w półfinale zmierzyli się z jednym z kandydatów do zdobycia tytułu mistrzowskiego – Prokomem Treflem. W rywalizacji do 3 zwycięstw był remis po 2. Włocławianie w ostatnim meczu stracili 3 graczy, którzy przez kontuzje nie byli zdolni do gry. Po dość wyrównanym widowisku przegrali mecz o wejście do finału i musieli zadowolić się walką o brąz. Po pojedynkach we Włocławku i w Warszawie było 1:1 i decydował mecz w Hali Mistrzów. Tam po rewelacyjnej pierwszej kwarcie to Polonia okazała się lepsza i zdobyła trzecie miejsce. Anwil znów był poza podium.
Miejsce po rundzie zasadniczej (bilans): 3 (17/5)
Miejsce po sezonie: półfinał – 4

### Sezon 2004/2005

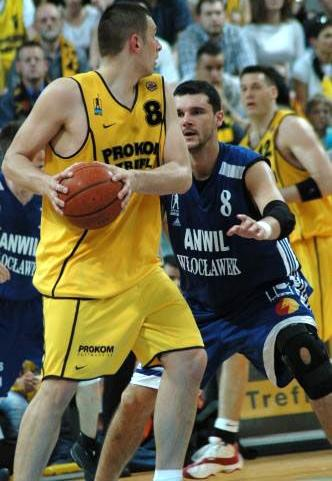
Podczas meczu PLK: Robert Witka wraz z Filipem Dylewiczem (Prokom)

Skład: Joe Crispin, Przemysław Frasunkiewicz, Michał Gabiński, Seid Hajrić, Gatis Jahovičs, Dušan Jelić, Gintaras Kadžiulis, Tomasz Kwiatkowski, Malcolm Mackey, Kęstutis Marčiulionis, Tomas Nagys, Wacław Piński, Hubert Radke, Ed Scott, Rinalds Sirsniņš, Dante Swanson, Dragan Vukčević, Ajani Williams, Robert Witka.
Trener: Andrej Urlep
Sezon zapowiadał się bardzo ciekawie. W sezonie zasadniczym Anwil zanotował 8 zwycięstw z rzędu na początku rozgrywek. Jednak później coś się zacięło. Włocławianie nie byli już sobą i przegrywali coraz więcej meczów. W lutym doszło do Anwil trzech nowych zawodników i nie trzeba ukrywać, że bardzo zmienili oblicze zespołu. Bardzo duża zasługa jest po ich stronie, że zespół Andreja Urlepa dobrze sobie radził. Zajął drugie miejsce po sezonie zasadniczym i szybko rozprawił się w ćwierćfinale ze Śląskiem Wrocław, a w półfinale z warszawską Polonią. O złoty medal Anwilowi przyszło walczyć z Prokomem Treflem. Mecze były bardzo zacięte. Gracze z Włocławka bardzo dobrze sobie radzili, jednak to nie wystarczyło, by odnieść sukces. Podopieczni Andreja Urlepa przegrali tę rywalizację 4:2 i zdobyli srebrny medal mistrzostw Polski.
Źródło: Artur Gąsiorowski „10 lat w elicie”, Wydawnictwo ART-TOM, Włocławek 2003.
Miejsce po rundzie zasadniczej (bilans): 2 (17/5)
Miejsce po sezonie: finał – 2 

### Sezon 2005/2006
Skład: Evgeni Belousov, Slavko Duščak, Nate Erdmann, D’or Fischer, Alton Ford, Michał Gabiński, Wiktor Grudziński, Seid Hajrić, Michał Ignerski, Gatis Jahovičs, Gintaras Kadžiulis, Pete Lisicky, Kamil Michalski, Marius Prekevičius, Hubert Radke, Brent Scott, Ed Scott, Marcin Sroka, Dante Swanson, Robert Witka, Bartłomiej Wołoszyn, Donatas Zavackas.
Trener: Andrej Urlep
Miejsce po rundzie zasadniczej (bilans): 2 (17/9)
Miejsce po sezonie: finał – 2 

### Sezon 2006/2007
Skład: Zbigniew Białek, Dušan Bocevski, Bartłomiej Czarkowski, Mark Dickel, Wiktor Grudziński, Seid Hajrić, Otis Hill, Goran Jagodnik, Gatis Jahovičs, Brandon Kurtz, Kamil Michalski, Nikola Otašević, Marlon Parmer, Bojan Pelkić, Marek Piechowicz, Andrzej Pluta, Grzegorz Sołtysiak, Mladen Šoškić, Grzegorz Szepczyński, Chris Thomas, Bartłomiej Wołoszyn.

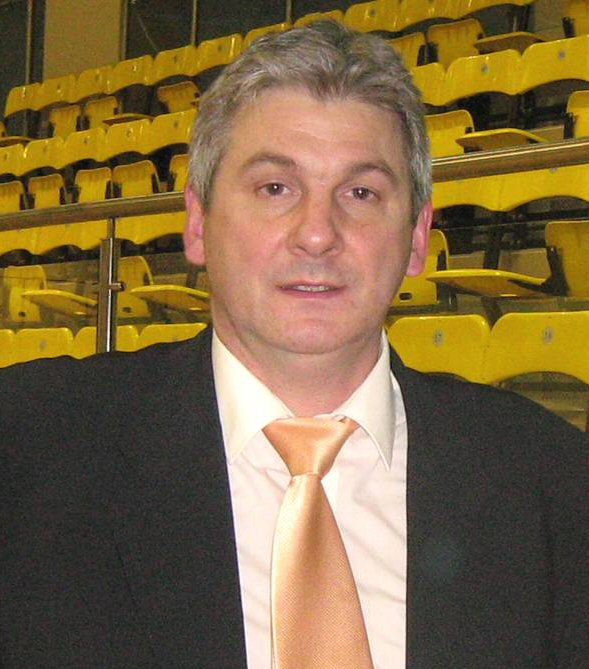
Aleš Pipan

Trenerzy: David Dedek / Aleš Pipan (od grudnia 2006)
Miejsce po rundzie zasadniczej (bilans): 4 (17/9)
Miejsce po sezonie: półfinał – 4

### Sezon 2007/2008
Skład: Zbigniew Białek, Alan Daniels, Alex Dunn, Tomas Gaidamavičius, Wiktor Grudziński, Gerrod Henderson, Łukasz Koszarek, Patrick Okafor, Vladimir Petrović, Marek Piechowicz, Andrzej Pluta, Maciej Raczyński, Grzegorz Sołtysiak, Valdas Vasylius, Bartłomiej Wołoszyn, Želimir Zagorac.
Trener: Aleš Pipan
Miejsce po rundzie zasadniczej (bilans): 3 (14/10)
Miejsce po sezonie: ćwierćfinał – 5

### Sezon 2008/2009
Skład: Dawid Adamczewski, Tommy Adams, Omar Barlett, Ian Boylan, Marko Brkić, Brian Brown, Michał Gabiński, Wojciech Glabas, Gerrod Henderson, Damian Janiak, Łukasz Koszarek, Kamil Michalski, Paul Miller, Stipe Modrić, Miloš Paravinja, Marek Piechowicz, Andrzej Pluta, Oliver Stević, Bartłomiej Wołoszyn.
Trenerzy: Zmago Sagadin / Igor Griszczuk (od października 2008)
Miejsce po rundzie zasadniczej (bilans): 4 (17/9)
Miejsce po sezonie: półfinał – 3 

### Sezon 2009/2010
Skład: Dawid Adamczewski, Wojciech Barycz, Kamil Chanas, Alex Dunn, Wojciech Glabas, Nikola Jovanović, James Dru Joyce, Andrzej Pluta, Rashard Sullivan, Krzysztof Szubarga, Mike Trimboli, Mujo Tuljković, Brett Winkelman, Bartłomiej Wołoszyn.
Trener: Igor Griszczuk
Miejsce po rundzie zasadniczej (bilans): 2 (22/4)
Miejsce po sezonie: finał – 2 

### Sezon 2010/2011
Skład: Dardan Berisha, Tomasz Celej, Patryk Czerwiński, Bartosz Diduszko, Seid Hajrić, Eric Hicks, Nikola Jovanović, Kamil Maciejewski, Łukasz Majewski, Paul Miller, Stipe Modrić, Scott Morrison, Saša Mučič, Michał Pietrzak, Andrzej Pluta, Robert Skibniewski, Chris Thomas, Darryl James Thompson, Bartłomiej Wołoszyn.
Trenerzy: Igor Griszczuk / Krzysztof Szablowski (od grudnia 2010) / Emir Mutapčić (od grudnia 2010)
Miejsce po rundzie zasadniczej (bilans): 6
Miejsce po sezonie: ćwierćfinał – 6

### Sezon 2011/2012
Skład: John Allen, Dardan Berisha, Corsley Edwards, Wojciech Glabas, Seid Hajrić, Lorinza Harrington, Louis Hinnant, Lawrence Kinnard, Nick Lewis, Kamil Maciejewski, Łukasz Majewski, Marcin Nowakowski, Michał Pietrzak, Mateusz Rutkowski, Michał Sokołowski, Krzysztof Szubarga, Bartłomiej Wołoszyn.
Trenerzy: Emir Mutapčić / Krzysztof Szablowski (od lutego 2012)
Miejsce po rundzie zasadniczej (bilans): 4 (17/7)
Miejsce po II rundzie (bilans): 3 (22/12)
Miejsce po sezonie: ćwierćfinał – 5

### Sezon 2012/2013
Skład: Mateusz Bartosz, Ruben Boykin, Arvydas Eitutavičius, Przemysław Frasunkiewicz, Marcus Ginyard, Seid Hajrić, Bartosz Jankowski, Nikola Jovanović, Adam Łapeta, Kamil Maciejewski, Łukasz Seweryn, Dawid Słupiński, Michał Sokołowski, Krzysztof Szubarga, Nikola Vasojević, Adrian Warszawski, Tony Weeden, Ryan Wright.
Trenerzy: Dainius Adomaitis / Milija Bogicević (od października 2012)
Miejsce po rundzie zasadniczej (bilans): 5 (14/8)
Miejsce po II rundzie (bilans): 5 (18/14)
Miejsce po sezonie: półfinał – 4

### Sezon 2013/2014
Skład: Jordan Callahan, Keith Clanton, Deividas Dulkys, Paul Graham, Seid Hajrić, Bartosz Jankowski, Dušan Katnić, Mateusz Kostrzewski, Tomasz Krzywdziński, Danilo Mijatović, Piotr Pamuła, Dawid Słupiński, Michał Sokołowski, Adrian Warszawski, Mikołaj Witliński.
Trener: Milija Bogicević
Miejsce po rundzie zasadniczej (bilans): 4 (13/9)
Miejsce po II rundzie (bilans): 4 (16/16)
Miejsce po sezonie: ćwierćfinał – 5

### Sezon 2014/2015
Skład: Juliusz Barański, Brandon Brown, Andrea Crosariol, Arvydas Eitutavičius, Seid Hajrić, Bartosz Jankowski, Hrvoje Kovačević, Krzysztof Krajniewski, Piotr Pamuła, Maciej Raczyński, Chase Simon, Greg Surmacz, Deonta Vaughn, Adrian Warszawski, Mikołaj Witliński, Konrad Wysocki.
Trenerzy: Mariusz Niedbalski / Predrag Krunić (od października 2014) / Marcin Woźniak (od marca 2015)
Miejsce po rundzie zasadniczej (bilans): 12 (10/20)

### Sezon 2015/2016
Skład: Danilo Anđušić, Kervin Bristol, Michał Chyliński, Bartosz Diduszko, Fiodor Dmitrijew, Kamil Hanke, David Jelínek, Grzegorz Kukiełka, Kurt Looby, Kamil Łączyński, Stefan Marchlewski, Bartosz Matusiak, Chamberlain Oguchi, Adrian Ręgocki, Robert Skibniewski, Piotr Stelmach, Robert Tomaszek, Adrian Warszawski.
Trener: Igor Miličić
Miejsce po rundzie zasadniczej (bilans): 3 (24/8)
Miejsce po sezonie: półfinał – 4

### Sezon 2016/2017
Skład: Marcel Afeltowicz, Mateusz Bartosz, Boris Bojanovský, Michał Chyliński, Szymon Ćwikliński, Fiodor Dmitrijew, Dorian Frontczak, Aleksandr Griszczuk, Tyler Haws, Nemanja Jaramaz, Rafał Komenda, Paweł Leończyk, Kamil Łączyński, Bartosz Matusiak, Toney McCray, Kacper Młynarski, Robert Skibniewski, Josip Sobin, James Washington.
Trener: Igor Miličić
Miejsce po rundzie zasadniczej (bilans): 1 (25/7)
Miejsce po sezonie: ćwierćfinał – 5

### Sezon 2017/2018
Skład: Marcel Afeltowicz, Jaylin Airington, Ivan Almeida, Damian Ciesielski, Ante Delaš, Quinton Hosley, Mário Ihring, Rafał Komenda, Paweł Leończyk, Kamil Łączyński, Bartosz Matusiak, Michał Nowakowski, Adam Piątek, Josip Sobin, Szymon Szewczyk, Jakub Wojciechowski, Jarosław Zyskowski.
Trener: Igor Miličić
Miejsce po rundzie zasadniczej (bilans): 1 (24/8)
Miejsce po sezonie: finał – 1 

### Sezon 2018/2019

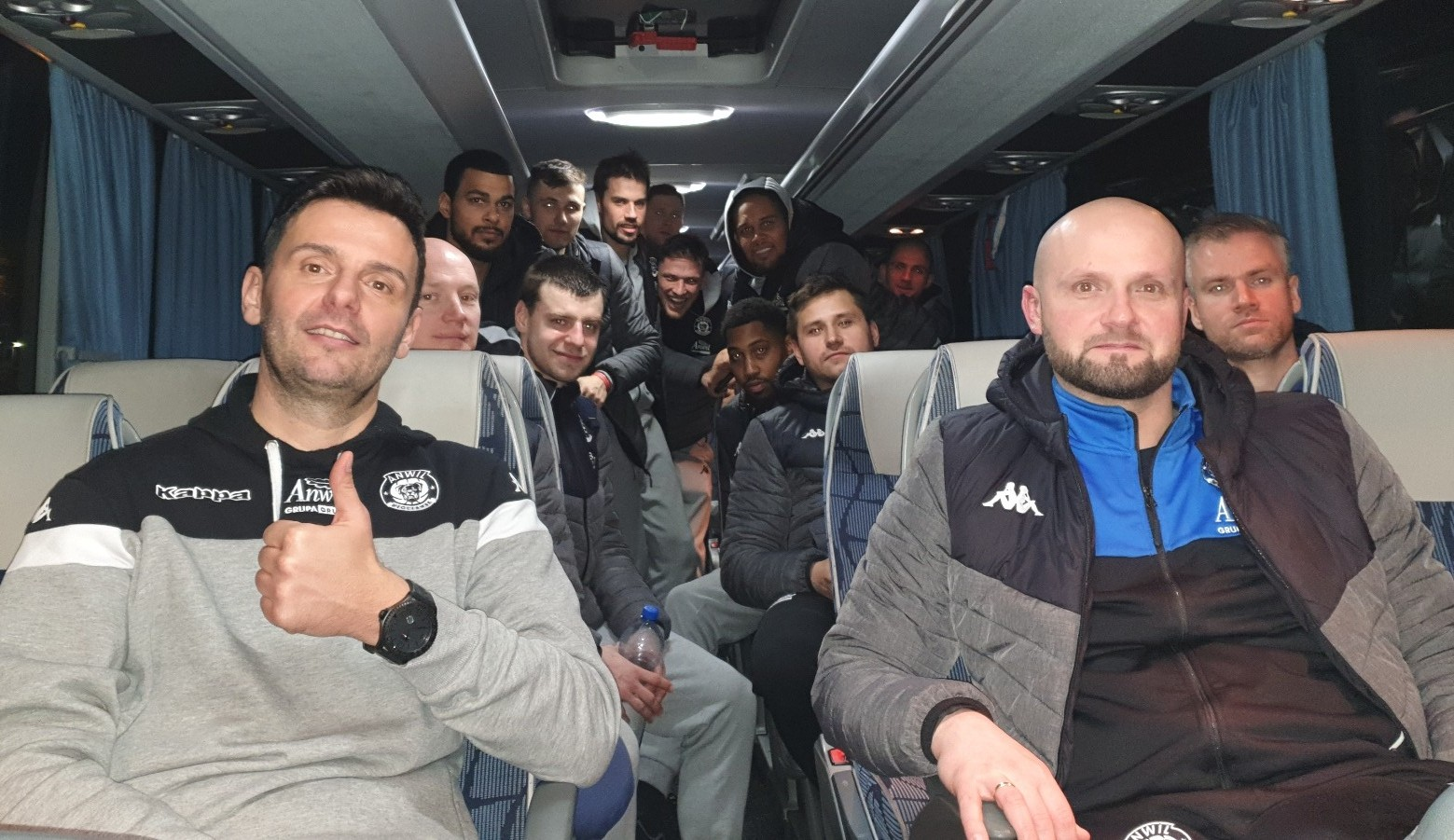
Anwil w Stargardzie (2.03.2019)

Skład: Ivan Almeida, Oliwier Bednarek, Aaron Broussard, Olek Czyż, Michał Ignerski, Rafał Komenda, Mateusz Kostrzewski, Walerij Lichodiej, Kamil Łączyński, Nikola Marković, Michał Michalak, Vladimir Mihailović, Jakub Parzeński, Adam Piątek, Chase Simon, Josip Sobin, Szymon Szewczyk, Igor Wadowski, Jarosław Zyskowski.
Trener: Igor Miličić

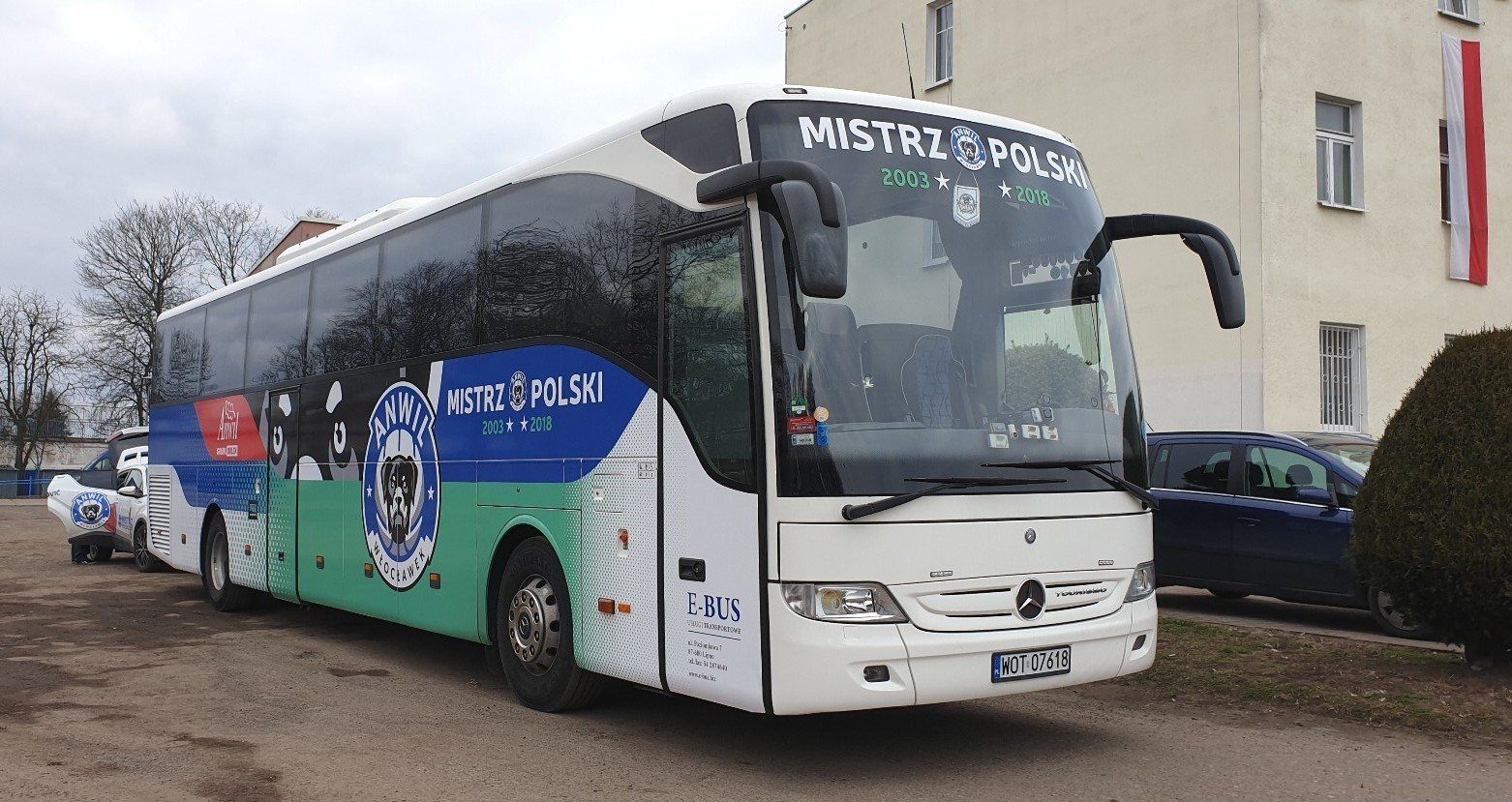
Autokar Anwilu Włocławek

Miejsce po rundzie zasadniczej (bilans): 4 (22/8)
Miejsce po sezonie: finał – 1 

### Sezon 2019/2020
Skład: Oliwier Bednarek, Chris Dowe, Rolands Freimanis, Shawn Jones, Jakub Karolak, Przemysław Kociszewski, Ricky Ledo, Milan Milovanović, McKenzie Moore, Adam Piątek, Chase Simon, Michał Sokołowski, Krzysztof Sulima, Szymon Szewczyk, Igor Wadowski, Tony Wroten.
Trener: Igor Miličić
Miejsce po rundzie zasadniczej (bilans): 3 (17/7) – sezon zakończony przedwcześnie w trakcie rundy zasadniczej z powodu pandemii COVID-19. Kolejność ustalona zgodnie ze stanem tabeli w dniu 18 marca 2020 r.
Miejsce po sezonie: 3 

### Sezon 2020/2021
Skład: Ivan Almeida, Adrian Bogucki, Deishuan Booker, Tre Bussey, Rotnei Clarke, Kyndall Dykes, Garlon Green, Damian Janiak, Curtis Jerrells, Shawn Jones, Rafał Komenda, Walerij Lichodiej, Artur Mielczarek, McKenzie Moore, Adam Piątek, Andrzej Pluta, Ivica Radić, Krzysztof Sulima, Wojciech Tomaszewski, James Washington, Przemysław Zamojski.
Trenerzy: Dejan Mihevc / Marcin Woźniak (od października 2020) / Przemysław Frasunkiewicz (od stycznia 2021)
Miejsce po rundzie zasadniczej (bilans): 13 (10/20)

### Sezon 2021/2022
Skład: James Bell, Jakub Bęben, Kavell Bigby-Williams, Nikodem Biliński, Maciej Bojanowski, Žiga Dimec, Kyndall Dykes, Łukasz Frąckiewicz, Szymon Gallus, Rafał Komenda, Sebastian Kowalczyk, Kamil Łączyński, Jonah Mathews, Michał Nowakowski, Alex Olesinski, Luke Petrasek, Szymon Szewczyk, Marcin Woroniecki.
Trener: Przemysław Frasunkiewicz
Miejsce po rundzie zasadniczej (bilans): 2 (22/8)
Miejsce po sezonie: półfinał – 3 

### Sezon 2022/2023
Skład: Maciej Bojanowski, Josh Bostic, Daniel Dawdo, Phil Greene IV, Janari Jõesaar, Bartosz Łazarski, Kamil Łączyński, Lee Moore, Michał Nowakowski, Luke Petrasek, Victor Sanders, Dawid Słupiński, Josip Sobin, Jakub Sołtys, Szymon Szewczyk, Malik Williams, Marcin Woroniecki.
Trener: Przemysław Frasunkiewicz
Miejsce po rundzie zasadniczej (bilans): 7 (17/13)
Miejsce po sezonie: ćwierćfinał – 7

### Sezon 2023/2024
Skład: Amir Bell, Maciej Bojanowski, Žiga Dimec, Jakub Garbacz, Tanner Groves, Janari Jõesaar, Mateusz Kostrzewski, Tomáš Kyzlink, Bartosz Łazarski, Kamil Łączyński, Luke Petrasek, Victor Sanders, Jakub Schenk, Filip Siewruk, Jakub Sołtys, Igor Wadowski, Kalif Young.
Trener: Przemysław Frasunkiewicz
Miejsce po rundzie zasadniczej (bilans): 1 (23/7)
Miejsce po sezonie: ćwierćfinał – 5

### Sezon 2024/2025
Skład: Emmanuel Akot, D. J. Funderburk, Karol Gruszecki, Ronald Jackson Jr., Bartosz Łazarski, Kamil Łączyński, Michał Michalak, Luke Nelson, Nick Ongenda, Luke Petrasek, P. J. Pipes, Krzysztof Sulima, Oliwier Szczepański, Antoni Ślufiński, Ryan Taylor, Justin Turner, Deane Williams.
Trener: Selçuk Ernak
Miejsce po rundzie zasadniczej (bilans): 1 (24/6)
Miejsce po sezonie: półfinał – 4

## Drużyna trzydziestolecia
W 2022 roku, z okazji trzydziestej rocznicy debiutu w najwyższej klasie rozgrywkowej, klub zorganizował dla kibiców internetowe głosowanie, mające na celu wyłonić dziesięciu najbardziej zasłużonych w tym czasie zawodników. Sympatycy włocławskiej drużyny mogli wybierać spośród 296 zawodników reprezentujących barwy Anwilu Włocławek w tym czasie, którzy zostali podzieleni na trzy kategorie: GUARDS, FORWARDS oraz CENTERS. Ostatecznie, w głosowaniu zwyciężyli:
| GUARDS - Igor Griszczuk (1635 pkt) - Andrzej Pluta (1615 pkt) - Gerrod Henderson (820 pkt) - Kamil Łączyński (792 pkt) | FORWARDS - Chase Simon (1208 pkt) - Michał Ignerski (842 pkt) - Jeff Nordgaard (731 pkt) - Tomasz Jankowski (603 pkt) | CENTERS - Otis Hill (680 pkt) - Josip Sobin (492 pkt) |

## Sezon po sezonie

### Rozgrywki krajowe
- 1990-91 – III liga – 1 m. - awans do II ligi
- 1991-92 – II liga – 2 m. - awans do I ligi po barażach
- 1992-93 – I liga – runda zasadnicza - 7 m., II runda - 7 m., play-off - finał - 2 m.
- 1993-94 – I liga – runda zasadnicza - 2 m., II runda - 2 m., play-off - finał - 2 m.
- 1994-95 – I liga – runda zasadnicza - 3 m., play-off - półfinał - 3 m. , Puchar Polski
- 1995–1996 – I liga – runda zasadnicza - 1 m., play-off - półfinał - 4 m., Puchar Polski
- 1996-97 – I liga – runda zasadnicza - 5 m., II runda - 5 m., play-off - ćwierćfinał - 5 m.
- 1997-98 – PLK - runda zasadnicza - 6 m., II runda - 7 m., play-off - ćwierćfinał - 7 m.
- 1998-99 – PLK - runda zasadnicza - 2 m., play-off - finał - 2 m.
- 1999-00 – PLK - runda zasadnicza - 3 m., play-off - finał - 2 m.
- 2000-01 – PLK - runda zasadnicza - 2 m., play-off - finał - 2 m.
- 2001-02 – PLK - runda zasadnicza - 4 m., II runda - 3 m., play-off - półfinał - 4 m.
- 2002-03 – PLK - runda zasadnicza - 2 m., II runda - 2 m., play-off - finał – Mistrzostwo
- 2003-04 – PLK - runda zasadnicza - 3 m., play-off - półfinał - 4 m., finał Pucharu Polski
- 2004-05 – PLK - runda zasadnicza - 2 m., play-off - finał - 2 m.
- 2005-06 – PLK - runda zasadnicza - 2 m., play-off - finał - 2 m.
- 2006-07 – PLK - runda zasadnicza - 4 m., play-off - półfinał - 4 m., Puchar Polski
- 2007-08 – PLK - runda zasadnicza - 3 m., play-off - ćwierćfinał - 5 m., Superpuchar
- 2008-09 – PLK - runda zasadnicza  - 4 m., play-off - półfinał - 3 m.
- 2009-10 – PLK - runda zasadnicza - 2 m., play-off - finał - 2 m.
- 2010-11 – PLK - runda zasadnicza - 6 m., play-off - ćwierćfinał - 6 m., finał Pucharu Polski
- 2011-12 – PLK - runda zasadnicza - 4 m., II runda - 3 m., play-off - ćwierćfinał - 5 m.
- 2012-13 – PLK - runda zasadnicza - 5 m., II runda - 5 m., play-off - półfinał - 4 m.
- 2013-14 – PLK - runda zasadnicza - 4 m., II runda - 4 m, play-off - ćwierćfinał - 5 m.
- 2014-15 – PLK - runda zasadnicza - 12 m.
- 2015-16 – PLK - runda zasadnicza - 3 m., play-off - półfinał - 4 m.
- 2016-17 – PLK - runda zasadnicza - 1 m., play-off - ćwierćfinał - 5 m., finał Pucharu Polski
- 2017-18 – PLK - runda zasadnicza - 1 m., play-off - finał – Mistrzostwo , Superpuchar
- 2018-19 – PLK - runda zasadnicza - 4 m.,play-off-finał-Mistrzostwo,finał Superpucharu
- 2019-20 – PLK - runda zasadnicza - 3 m. , Puchar Polski , Superpuchar
- 2020-21 – PLK - runda zasadnicza - 13 m., finał Superpucharu
- 2021-22 – PLK - runda zasadnicza - 2 m., play-off - półfinał - 3 m.
- 2022-23 – PLK - runda zasadnicza - 7 m., play-off - ćwierćfinał - 7 m.
- 2023-24 – PLK - runda zasadnicza - 1 m., play-off - ćwierćfinał - 5 m.
- 2024-25 – PLK - runda zasadnicza - 1 m., play-off - półfinał - 4 m.

### Rozgrywki międzynarodowe
- 1993-94 – Puchar Europy: II runda - awans; III runda - wyeliminowany;
- 1994-95 – Puchar Europy: I runda - awans; II runda - awans, III runda - awans; ćwierćfinałowa faza grupowa - wyeliminowany (miejsce 4/6);
- 1995–1996 – Puchar Europy: II runda - awans, III runda - awans; ćwierćfinałowa faza grupowa - wyeliminowany (miejsce 5/6);
- 1996-97 – EuroPuchar: faza grupowa - awans (miejsce 3/6); 1/32 finału - awans; 1/8 finału - wyeliminowany;
- 1997-98 – Puchar Koracia: faza grupowa - wyeliminowany (miejsce 4/4);
- 1999-00 – Puchar Koracia: faza grupowa - awans (miejsce 1/4); III runda - awans; 1/8 finału - awans; 1/4 finału - wyeliminowany;
- 2000-01 – Puchar Saporty: faza grupowa - awans (miejsce 1/6); 1/8 finału - awans; 1/4 finału - wyeliminowany;
- 2001-02 – Puchar Saporty: faza grupowa - awans (miejsce 4/6); 1/8 finału - awans; 1/4 finału - awans; 1/2 finału - wyeliminowany;
- 2002-03 – Puchar Mistrzów Europy FIBA: Konferencja północna - faza grupowa - awans (miejsce 1/5); 1/2 finału - wyeliminowany; mecz o 3. miejsce – zwycięstwo; Faza paneuropejska - faza grupowa - wyeliminowany (miejsce 3/3);
- 2003-04 – Liga Europejska FIBA – faza grupowa - awans (miejsce 1/7); 1/8 finału - wyeliminowany;
- 2004-05 – Liga Europejska FIBA – faza grupowa - wyeliminowany (miejsce 5/7);
- 2005-06 – ULEB Cup – faza grupowa - wyeliminowany (miejsce 5/6);
- 2006-07 – ULEB Cup – faza grupowa - wyeliminowany (miejsce 5/6);
- 2007-08 – ULEB Cup – faza grupowa - wyeliminowany (miejsce 5/6);
- 2010-11 – Eurocup – faza grupowa - wyeliminowany (miejsce 4/4);
- 2011-12 – VTB United League – kwalifikacje, grupa A - awans (miejsce 2/3); kwalifikacje, runda finałowa - wyeliminowany (miejsce 4/4);
- 2018-19 – Liga Mistrzów FIBA – faza grupowa - wyeliminowany (miejsce 7/8);
- 2019-20 – Liga Mistrzów FIBA – faza grupowa - wyeliminowany (miejsce 6/8);
- 2020-21 – Liga Mistrzów FIBA – I runda eliminacyjna - wyeliminowany; FIBA Europe Cup – faza grupowa - awans (miejsce 3/4); 1/8 finału - wyeliminowany.
- 2021-22 – European North Basketball League – faza grupowa - awans (miejsce 1/8); 1/2 finału - awans; finał - zwycięstwo .
- 2022-23 – FIBA Europe Cup – faza grupowa - awans (miejsce 2/4); druga runda - awans (miejsce 2/4); 1/4 finału - awans; 1/2 finału - awans; finał - zwycięstwo .
- 2023-24 – FIBA Europe Cup – faza grupowa - wyeliminowany (miejsce 2/4).
- 2024-25 – FIBA Europe Cup – faza grupowa - awans (miejsce 2/4); druga runda - wyeliminowany (miejsce 4/4).

## Trenerzy
- 1990–1992  Mirosław Noculak
- 1992–1993  Szczepan Waczyński
- 1993–1996  Wojciech Krajewski
- 1996  Jacek Gembal
- 1996–1997  Wojciech Kobielski
- 1997  Rajko Toroman
- 1997  Wojciech Kobielski
- 1997–1999  Eugeniusz Kijewski
- 2000–2001  Danijel Jusup
- 2001  Wojciech Kobielski
- 2001  Stevan Tot
- 2001–2002  Aleksandar Petrović
- 2002–2006  Andrej Urlep
- 2006  David Dedek
- 2006–2008  Aleš Pipan
- 2008  Zmago Sagadin
- 2008–2010 / Igor Griszczuk
- 2010  Krzysztof Szablowski
- 2010–2012  Emir Mutapčić
- 2012  Krzysztof Szablowski
- 2012  Dainius Adomaitis
- 2012–2014  Milija Bogicević
- 2014  Mariusz Niedbalski
- 2014–2015  Predrag Krunić
- 2015  Marcin Woźniak
- 2015–2020 / Igor Miličić
- 2020  Dejan Mihevc
- 2020–2021  Marcin Woźniak
- 2021–2024  Przemysław Frasunkiewicz
- 2024–2025  Selçuk Ernak
- od 2025  Grzegorz Kożan